# Myckelåsen
Myckelåsen är ett naturreservat i Ånge kommun som utgörs av ett långsmalt, högt beläget skogsskifte strax norr om Torpshammar. Reservatets historia går tillbaka till Olof Henrik Olofssons testamente 1936, där en del mark avsattes som "nationalpark". Någon formell nationalpark bildades aldrig, men marken skyddades som naturreservat 1969. År 2008 löste staten in marken och utökade reservatet med ytterligare sju hektar utöver de ursprungliga elva.